# Twisted Road Tour
Twisted Road Tour es una gira musical del músico canadiense Neil Young por Estados Unidos y Canadá que comenzó el 18 de mayo de 2010 en Albany, Nueva York. La gira sirvió de promoción del álbum Le Noise, publicado unos meses después del comienzo, y supuso la primera gira de Young en solitario, sin el acompañamiento de una banda, desde su gira por Europa en abril y mayo de 2003 previo a la publicación del álbum Greendale.

## Desarrollo
Tras su aparición en la ceremonia de clausura de los Juegos Olímpicos de Vancouver 2010 interpretando la canción «Long May You Run», Young organizó una gira bajo el epígrafe Twisted Road sin ninguna banda de apoyo, con la compañía en algunos conciertos del músico Bert Jansch como telonero. La gira, que tuvo cuatro etapas y duró un año entero, con varios meses de parón entre etapa y etapa, sirvió de promoción del álbum Le Noise. Durante los conciertos, y aun inédito, Young estrenó canciones como «Loveand War», «Peaceful Valley Boulevard», «Walk With Me», «Rumblin'» y «Sign of Love», que vieron la luz de forma oficial en septiembre de 2010 con la publicación de Le Noise. 
Durante los conciertos, Young alternó el uso de guitarra acústica con la guitarra eléctrica, el piano y en ocasiones el pump organ. Además, alternó el uso de su habitual Gibson Les Paul de 1953 apodada Old Black como una Gretsch White Falcon, usada habitualmente durante su etapa con Buffalo Springfield y con la que interpretó en ocasiones la canción «Ohio».
Tras concluir la tercera etapa de la gira, Young reformó el grupo Buffalo Springfield con Stephen Stills y Richie Furay y ofreció dos conciertos entre el 23 y 24 de octubre de 2010 en la 24.ª edición del Bridge School Benefit en Mountain View, California. Tras la reunión con Stills y Furay, Young organizó al año siguiente una gira con el grupo y ofreció siete conciertos en el área de California. Sin embargo, y aun con la intención original de alargar la gira, Young prefirió aparcar el proyecto de forma momentánea y emprendió otras actividades musicales, entre ellas la escritura de su primera autobiografía, Waging Heavy Peace: A Hippie Dream, y su primera reunión en ocho años con la banda Crazy Horse. 
La gira concluyó en mayo de 2011 con dos conciertos en el Massey Hall de Toronto que fueron grabados por el director cinematográfico Jonathan Demme para su inclusión en el documental Neil Young Journeys, que se estrenó el mismo año.

## Fechas
| Fecha                    | Ciudad           | País           | Lugar                               |
| ------------------------ | ---------------- | -------------- | ----------------------------------- |
| 1ª etapa                 |                  |                |                                     |
| 18 de mayo de 2010       | Albany           | Estados Unidos | Palace Theatre                      |
| 19 de mayo de 2010       | Buffalo          | Estados Unidos | Shea's Performing Arts Center       |
| 21 de mayo de 2010       | Worcester        | Estados Unidos | Hanover Theatre                     |
| 23 de mayo de 2010       | Wallingford      | Estados Unidos | Oakdale Theatre                     |
| 24 de mayo de 2010       | Washington D. C. | Estados Unidos | Constitution Hall                   |
| 18 de mayo de 2010       | Albany           | Estados Unidos | Palace Theatre                      |
| 26 de mayo de 2010       | Louisville       | Estados Unidos | Louisville Palace Theatre           |
| 27 de mayo de 2010       | Knoxville        | Estados Unidos | Knoxville Civic Auditorium          |
| 29 de mayo de 2010       | Atlanta          | Estados Unidos | Fox Theatre                         |
| 30 de mayo de 2010       | Spartanburg      | Estados Unidos | Spartanburg Memorial Auditorium     |
| 1 de junio de 2010       | Nashville        | Estados Unidos | Ryman Auditorium                    |
| 2 de junio de 2010       | Nashville        | Estados Unidos | Ryman Auditorium                    |
| 4 de junio de 2010       | Houston          | Estados Unidos | Jones Hall                          |
| 5 de junio de 2010       | Austin           | Estados Unidos | Bass Concert Hall                   |
| 7 de junio de 2010       | Dallas           | Estados Unidos | Meyerson Symphony Center            |
| 2ª etapa                 |                  |                |                                     |
| 11 de julio de 2010      | Oakland          | Estados Unidos | Fox Theater                         |
| 12 de julio de 2010      | Oakland          | Estados Unidos |                                     |
| 14 de julio de 2010      | Oakland          | Estados Unidos |                                     |
| 15 de julio de 2010      | Davis            | Estados Unidos | Mondavi Center                      |
| 17 de julio de 2010      | Reno             | Estados Unidos | Grand Sierra Resort and Casino      |
| 19 de julio de 2010      | Portland         | Estados Unidos | Arlene Schnitzer Concert Hall       |
| 20 de julio de 2010      | Seattle          | Estados Unidos | Paramount Theatre                   |
| 23 de julio de 2010      | Edmonton         | Canadá         | Northern Alberta Jubilee Auditorium |
| 24 de julio de 2010      | Calgary          | Canadá         | Southern Alberta Jubilee Auditorium |
| 26 de julio de 2010      | Winnipeg         | Canadá         | Centennial Concert Hall             |
| 27 de julio de 2010      | Winnipeg         | Canadá         | Centennial Concert Hall             |
| 29 de julio de 2010      | Minneapolis      | Estados Unidos | Northrop Auditorium                 |
| 30 de julio de 2010      | Milwaukee        | Estados Unidos | Riverside Theater, Milwaukee        |
| 3ª etapa                 |                  |                |                                     |
| 20 de septiembre de 2010 | Panama City      | Estados Unidos | Marina Civic Center                 |
| 22 de septiembre de 2010 | Clearwater       | Estados Unidos | Ruth Eckerd Hall                    |
| 23 de septiembre de 2010 | Hollywood        | Estados Unidos | Hard Rock Live                      |
| 25 de septiembre de 2010 | Biloxi           | Estados Unidos | IP Casino Resort & Spa              |
| 26 de septiembre de 2010 | Mobile           | Estados Unidos | Saenger Theatre                     |
| 28 de septiembre de 2010 | Pensacola        | Estados Unidos | Saenger Theatre                     |
| 2 de octubre de 2010     | Milwaukee        | Estados Unidos | Miller Park                         |
| 4ª etapa                 |                  |                |                                     |
| 15 de abril de 2011      | Durham           | Estados Unidos | Durham PAC                          |
| 17 de abril de 2011      | Richmond         | Estados Unidos | Landmark Theater                    |
| 19 de abril de 2011      | Boston           | Estados Unidos | Wang Theatre                        |
| 20 de abril de 2011      | Boston           | Estados Unidos | Wang Theatre                        |
| 22 de abril de 2011      | Rhode Island     | Estados Unidos | Providence Performing Arts Center   |
| 24 de abril de 2011      | Nueva York       | Estados Unidos | Avery Fisher Hall                   |
| 25 de abril de 2011      | Nueva York       | Estados Unidos | Avery Fisher Hall                   |
| 27 de abril de 2011      | Baltimore        | Estados Unidos | Hippodrome                          |
| 28 de abril de 2011      | Baltimore        | Estados Unidos | Hippodrome                          |
| 30 de abril de 2011      | Upper Darby      | Estados Unidos | Tower Theatre                       |
| 1 de mayo de 2011        | Upper Darby      | Estados Unidos | Tower Theatre                       |
| 3 de mayo de 2011        | Cincinnati       | Estados Unidos | Aronoff Center                      |
| 4 de mayo de 2011        | Detroit          | Estados Unidos | Fox Theatre                         |
| 6 de mayo de 2011        | Chicago          | Estados Unidos | Chicago Theater                     |
| 7 de mayo de 2011        | Chicago          | Estados Unidos | Chicago Theater                     |
| 10 de mayo de 2011       | Toronto          | Canadá         | Massey Hall                         |
| 11 de mayo de 2011       | Toronto          | Canadá         | Massey Hall                         |